# Thliptoceras shafferi
Thliptoceras shafferi là một loài bướm đêm trong họ Crambidae.